# Санта Марија Фраскати (Л'Аквила)
Санта Марија Фраскати (итал. Santa Maria Frascati) је насеље у Италији у округу Л'Аквила, региону Абруцо.
Према процени из 2011. у насељу је живело 13 становника. Насеље се налази на надморској висини од 566 м.